# Tub de calor en bucle

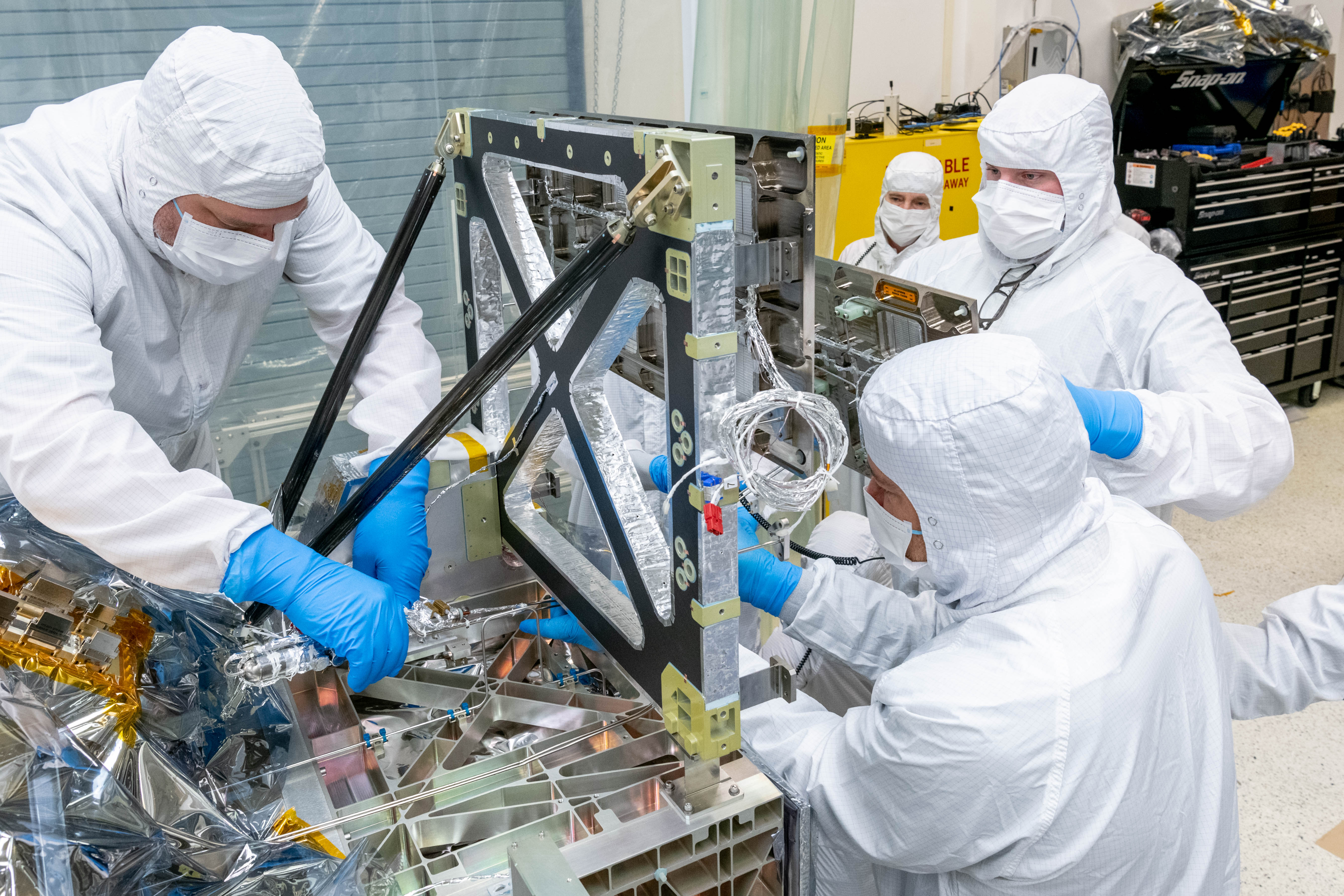
Els tècnics mecànics i els enginyers tèrmics treballen junts per alimentar acuradament les línies d'un tub de calor de bucle a l'Ocean Color Instrument (OCI). Aquesta operació d'integració permetrà una correcta transferència de calor a tot l'instrument. OCI és un espectròmetre òptic molt avançat que s'utilitzarà per mesurar les propietats de la llum sobre porcions de l'espectre electromagnètic. Permetrà la mesura contínua de la llum a una resolució de longitud d'ona més fina que els anteriors sensors de satèl·lit de la NASA, ampliant els registres clau de dades de color oceànic del sistema per als estudis climàtics. OCI és el sensor principal de PACE.

Un tub de calor en bucle (LHP) és un dispositiu de transferència de calor bifàsica que utilitza acció capil·lar per eliminar la calor d'una font i traslladar-la passivament a un condensador o radiador. Els LHP són similars als tubs de calor, però tenen l'avantatge de poder proporcionar un funcionament fiable a llarga distància i la capacitat d'operar contra la gravetat. Poden transportar una gran càrrega de calor a llarga distància amb una petita diferència de temperatura. S'han desenvolupat i utilitzat amb èxit diferents dissenys de LHP, que van des de potents i de gran mida LHP fins a LHP en miniatura (conduit de calor de microbucle) en una àmplia esfera d'aplicacions tant terrestres com espacials.

## Construcció
Els refrigerants més comuns utilitzats en els LHP són l'amoníac anhidre i el propilè. Els LHP es fabriquen controlant amb cura els volums del dipòsit, el condensador i les línies de vapor i líquid de manera que el líquid estigui sempre disponible per a la metxa. El volum del dipòsit i la càrrega del fluid s'estableixen de manera que sempre hi hagi fluid al dipòsit encara que el condensador i les línies de vapor i líquid estiguin completament plens.
En general, la mida de porus petita i la gran capacitat de bombeig capil·lar són necessàries en una metxa. Hi ha d'haver un equilibri entre la capacitat de bombeig de la metxa i la permeabilitat de la metxa quan es dissenya un tub de calor o un tub de calor de bucle.

## Mecanisme
En un tub de calor de bucle, primer la calor entra a l'evaporador i vaporitza el fluid de treball a la superfície exterior de la metxa. Aleshores, el vapor flueix pel sistema de solcs i després va a l'evaporador i la línia de vapor cap al condensador, on es condensa a mesura que la calor és eliminada pel radiador. El dipòsit bifàsic (o cambra de compensació) al final de l'evaporador està dissenyat específicament per funcionar a una temperatura lleugerament inferior a la de l'evaporador (i del condensador). La pressió de saturació més baixa al dipòsit extreu el condensat a través del condensador i la línia de retorn del líquid. Aleshores, el fluid flueix a una canonada central on alimenta la metxa. Una metxa secundària enllaça hidràulicament el dipòsit i la metxa primària.

## Motivació: limitacions dels tubs de calor
Les canonades de calor de bucle superen algunes de les deficiències de les canonades de calor convencionals, que tot i ser excel·lents dispositius de transferència de calor es limiten principalment a transferir càrregues de calor relativament petites a distàncies relativament curtes quan l'evaporador i el condensador es troben al mateix nivell horitzontal. Aquesta limitació per part dels tubs de calor està relacionada principalment amb les grans pèrdues de pressió associades al flux de líquid a través de l'estructura porosa, presents al llarg de tota la longitud del tub de calor, i la interacció viscosa entre les fases de vapor i líquid, també anomenades pèrdues d'arrossegament. . Per a les aplicacions que impliquen la transferència de grans càrregues de calor a llargues distàncies, el rendiment tèrmic dels tubs de calor es veu molt afectat per l'augment d'aquestes pèrdues. Per la mateixa raó, els tubs de calor convencionals són molt sensibles al canvi d'orientació en el camp gravitatori. Per als pendents desfavorables en una configuració de l'evaporador per sobre del condensador, les pèrdues de pressió degudes a les forces de massa en el camp de gravetat s'afegeixen a les pèrdues de pressió totals i afecten encara més l'eficiència del procés de transferència de calor.
Com a conseqüència d'aquestes limitacions, s'han proposat diferents solucions que impliquen modificacions estructurals al tub de calor convencional. Algunes d'aquestes modificacions incorporen tubs arterials amb una resistència hidràulica considerablement baixa per al retorn del líquid a la font de calor (conductes de calor arterial), mentre que altres proporcionen la separació espacial de les fases de vapor i líquids del fluid de treball a la secció de transport (conductes de calor de línia separades).
Tot i que aquestes noves formes de tubs de calor són capaços de transferir fluxos de calor significatius i poden augmentar la longitud del transport de calor, segueixen sent molt sensibles a l'orientació espacial amb relació a la gravetat. Per estendre les possibilitats funcionals dels sistemes bifàsics a aplicacions que impliquen pendents de gravetat inoperables, els avantatges que ofereix la separació espacial de la línia de transport i l'ús d'artèries no capil·lars es combinen en un esquema de bucle. Aquest esquema permet crear tubs de calor amb característiques de transferència de calor més altes, mantenint el funcionament normal en qualsevol orientació direccional. L'esquema de bucle forma la base del concepte físic de bucles bifàsics (TPL).

## Aplicacions
La primera aplicació espacial es va produir a bord d'una nau espacial russa el 1989. Ara els LHP s'utilitzen habitualment a l'espai a bord de satèl·lits, inclosos; Granat rus, nau Obzor, satèl·lits de comunicació HS 702 de Boeing (Hughes), satèl·lit meteorològic xinès FY-1C, ICESat de la NASA.
Els LHP es van demostrar al transbordador espacial de la NASA el 1997 amb STS-83 i STS-94.
Els tubs de calor de bucle són parts importants dels sistemes de refrigeració de components electrònics.